# Friedrich Christian Homilius
Friedrich Christian Homilius (* 15. Oktober (?) 1813 in Sachsen; † 1902 in St. Petersburg) war ein deutschstämmiger Hornist und Professor.

## Leben und Musik
Friedrich Christian Homilius lernte bei F. A. Kummer Cello und beim Dresdner Hornisten Friedrich August Moschke (1798–1863) Waldhorn.
Bevor er 1838–1877 in St. Petersburg die Stelle als 1. Hornist am dortigen kaiserlichen Theater innehatte, spielte er in Dresden ab 1830 in einem Militärorchester. Zudem war er von 1870 bis 1899 Professor am Petersburger Konservatorium.
Außerdem war Homilius 25 Jahre lang Direktor der Philharmonischen Gesellschaft in St. Petersburg.
Bekannt sind seine beiden Söhne, Louis Homilius (1845–1908), Cellist und Organist, sowie Constantin Homilius (1840–1918), Komponist und Organist. Letzterer ist bekannt für sein Hornquartett in B-Dur op. 38.